# Lijst van olympische medaillewinnaars croquet

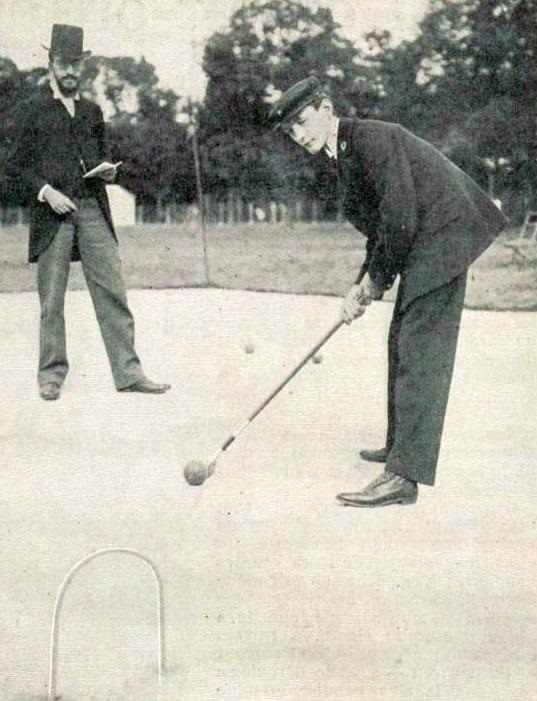
Croquet op de Spelen van 1900

Croquet is een voormalige olympische sport, die op de Olympische Spelen werd beoefend. Deze pagina geeft de lijst van olympische medaillewinnaars in deze sport, die alleen op de Spelen van 1900 in Parijs op het programma stond.

## Medaillewinnaars
| Editie | Onderdeel                  | Goud | Goud                          | Zilver | Zilver           | Brons | Brons              |
| ------ | -------------------------- | ---- | ----------------------------- | ------ | ---------------- | ----- | ------------------ |
| 1900   | Enkelspel, één bal (o)     | FRA  | Gaston Aumoitte               | FRA    | Georges Johin    | FRA   | Chrétien Waydelich |
| 1900   | Enkelspel, twee ballen (o) | FRA  | Chrétien Waydelich            | FRA    | Maurice Vignerot | FRA   | Jacques Sautereau  |
| 1900   | Dubbelspel (o)             | FRA  | Gaston Aumoitte Georges Johin |        |                  |       |                    |

Parijs 1900 
Olympische medaillewinnaars